# Chill of an Early Fall
Chill of an Early Fall è l'undicesimo album in studio del cantante di musica country statunitense George Strait, pubblicato nel 1991.

## Tracce
1. The Chill of an Early Fall (Green Daniel, Gretchen Peters) - 3:29
2. I've Convinced Everybody but Me (Buddy Cannon, L. David Lewis, Kim Williams) - 3:19
3. If I Know Me (Pam Belford, Dean Dillon) - 2:42
4. You Know Me Better Than That (Anna Lisa Graham, Tony Haselden) - 3:01
5. Anything You Can Spare (Harlan Howard) - 2:18
6. Home in San Antone (Floyd Jenkins) - 2:24
7. Lovesick Blues (Cliff Friend, Irving Mills) - 2:55
8. Milk Cow Blues (Kokomo Arnold) - 4:51
9. Her Only Bad Habit Is Me (Don Cook, Howard) - 3:17
10. Is It Already Time (Aaron Barker) - 2:47